# زنبورخوارهای ریش‌رنگی
زنبورخوارهای ریش‌رنگی Nyctyornis سردهای از زنبورخواران، نزدیک به پرندگان گنجشک‌سان از تیرهٔ زنبورخواران (Meropidae) است. تنها دو عضو از این گروه وجود دارد که در مناطق گرمسیری جنوب و جنوب شرقی آسیا وجود دارند.
| تصویر | نام علمی             | نام رایج          | پراکنش                                 |
| ----- | -------------------- | ----------------- | -------------------------------------- |
|       | Nyctyornis amictus   | زنبورخوار ریش‌قرمز | جنوب شرق آسیا                          |
|       | Nyctyornis athertoni | زنبورخوار ریش‌آبی  | شبه‌قاره هند و بخش‌هایی از جنوب شرق آسیا |